# Bobovac (Sunja)
Bobovac falu Horvátországban, Sziszek-Monoszló megyében. Közigazgatásilag Sunjához tartozik.

## Fekvése
Sziszek városától légvonalban 26, közúton 40 km-re délkeletre, községközpontjától  légvonalban 8, közúton 13 km-re keletre, a sziszeki Szávamentén, Száva-folyó jobb partján hosszan elnyúlva fekszik. Házai többnyire a Száva medrét követve sorakoznak.

## Története
A térség 1687-ben szabadult fel a török uralom alól. A kiürült területre hamarosan megkezdődött a keresztény lakosság betelepítése. A vidék birtokosai a Keglevichek a Felső-Szávamentéről telepítették ide jobbágyaik egy részét, de Boszniából is nagy számú lakosság települt be. A falu a topolovaci uradalmukhoz tartozott. A településnek 1857-ben 624, 1910-ben 1238 lakosa volt. Zágráb vármegye Kosztajnicai járásához tartozott. 1918-ban az új szerb-horvát-szlovén állam, majd később Jugoszlávia része lett. A II. világháború idején a Független Horvát Állam része volt. A háború után enyhült a szegénység és sok ember talált munkát a közeli városokban. 1991. június 25-én a független Horvátország része lett. A délszláv háború idején sikerrel védték meg a horvát erők. A településnek 2011-ben 330 lakosa volt.

## Népesség
| Lakosság változása | Lakosság változása | Lakosság változása | Lakosság változása | Lakosság változása | Lakosság változása | Lakosság változása | Lakosság változása | Lakosság változása | Lakosság változása | Lakosság változása | Lakosság változása | Lakosság változása | Lakosság változása | Lakosság változása | Lakosság változása |
| ------------------ | ------------------ | ------------------ | ------------------ | ------------------ | ------------------ | ------------------ | ------------------ | ------------------ | ------------------ | ------------------ | ------------------ | ------------------ | ------------------ | ------------------ | ------------------ |
| 1857               | 1869               | 1880               | 1890               | 1900               | 1910               | 1921               | 1931               | 1948               | 1953               | 1961               | 1971               | 1981               | 1991               | 2001               | 2011               |
| 624                | 884                | 948                | 1.096              | 1.184              | 1.238              | 1.275              | 1.294              | 1.358              | 1.356              | 1.213              | 1.020              | 899                | 750                | 506                | 330                |

## Nevezetességei
- Tradicionális szávamenti emeletes lakóház[4] a 7. szám alatt. A házat 1886-ban építették Mužilovčicin, 1937-ben szállították át ide. Anyaga tölgyfa, melynek elemeit német módon kapcsolták össze, míg az alapzat téglából épült. A gazdasági célokat szolgáló földszint és a lakórészt képviselő emelet is háromosztatú. A két szintet külső, fedett lépcsőzet köti össze, mely felül egy félig nyitott gangra vezet. Innen lehet belépni a szobákba. Fennmaradtak az eredeti nyílászárók, az előtér faragványai és az oromzatos homlokzat. Az épületegyütteshez istálló és ól is tartozik, melyek szintén megőrizték eredeti formájukat.

- A település másik tradicionális lakóháza[5] a 280-as szám alatt található. Az épületegyüttes lakóházból, gazdasági épületből és malomból áll. Az épület 1921-ben készült téglaalapokra. Legnagyobb része faragott tölgyfa deszkákból készült. Méretei 12,55×7,40 m. Nyeregtetőzete hódfarkú cseréppel fedett. Az oromzatot egyrétegű fenyődeszkákkal szegélyezték. Különlegesek a kétrétegű, hatszárnyú ablakok. A bádogos munkák horganyzott bádoglemezből készültek.

- A Szent Kereszt tiszteletére szentelt római katolikus kápolnája a 19. század második felében épült historizáló stílusban. Egyhajós, négyszög alaprajzú épület sokszög záródású szentéllyel, a nyugati homlokzat felett emelkedő harangtoronnyal. 1991-ben a délszláv háború során kisebb károkat szenvedett.